# 許占魁
許占魁（1915年7月8日—1998年10月27日），字我為，號華年。卓索圖盟喀喇沁左旗（今內蒙古自治區赤峰市喀喇沁旗）人。民國37年（1948年）在依克明安特別旗選區當選第一屆立法委員。

## 生平[1][2][3]
- 南京蒙藏學校
- 國立西南聯合大學教育系畢業
- 貴州省畢節縣政府科長、秘書、代理縣長
- 中國國民黨中央組織部幹事、總幹事
- 中國國民黨遼蒙黨部特派員兼書記長
- 財團法人中華民國蒙藏學術研究基金會常務董事

## 著作
- 「團結愛國奮發自強」，許占魁，中國邊政，1980，第69期，3-4
- 「蒙藏邊疆之重要」，許占魁，中國邊政，1988，第101期，2-3
- 「中國邊政協會的任務與希望」，許占魁，中國邊政，1982，第77期，2

## 延伸阅读
[在维基数据编辑]